# Terminal Exposure
Terminal Exposure is een Amerikaanse komische misdaadfilm uit 1987, geregisseerd door Nico Mastorakis.

## Verhaal
De twee jonge mannen Lenny en Bruce fotograferen per toeval op het strand van Venice Beach een moord, waarvan de moordenares van achteren op de foto staat met een rozentattoo op haar achterkant. Hun speurtocht om deze misdaad op te lossen leidt ze naar Las Vegas. Daar worden ze achtervolgd door de georganiseerde misdaad.

## Rolverdeling
| Acteur             | Personage      |
| ------------------ | -------------- |
| Mark Hennessy      | Lenny Hartigan |
| Scott King         | Bruce Greene   |
| Hope Marie Carlton | Christie       |
| Steve Donmyer      | Skip           |
| John Vernon        | Mr. Karrothers |
| Ted Lange          | Fantastic      |
| Joe Estevez        | Eskenezy       |
| Patrick St. Esprit | Ned Carson     |

## Muziek
De originele filmmuziek werd gecomponeerd door Hans Zimmer. De muziek werd voor het eerst uitgebracht op een soundtrack in 2021.